# 113
Évszázadok: 1. század – 2. század – 3. század
Évtizedek: 60-as évek – 70-es évek – 80-as évek – 90-es évek – 100-as évek – 110-es évek – 120-as évek – 130-as évek – 140-es évek – 150-es évek – 160-as évek
Évek: 108 – 109 – 110 – 111 –  112 – 113 – 114 – 115 – 116 – 117 – 118

## Események

### Római Birodalom
- Lucius Publilius Celsust (helyettese februártól Ser. Cornelius Dolabella Metilianus Pompeius Marcellus, májustól L. Stertinius Noricus, szeptembertől Cn. Cornelius Urbicus) és Caius Clodius Crispinust (helyettese L. Fadius Rufinus és T. Sempronius Rufus) választják consulnak.
- Rómában elkészül Traianus oszlopa és a Basilica Ulpia.
- I. Khoszroész pártus trónkövetelő, aki a birodalom nyugati felét tartja ellenőrzése alatt, elmozdítja Örményország királyát, Axidarészt (egyébként unokaöccsét) és annak egyik fivérét, Parthamasziriszt ülteti a trónra. Traianus császár ezt úgy értelmezi, hogy megszegte a még Nero idején kötött megállapodást, miszerint Örményországot pártus hercegek kormányozzák, de római vazallusként, a császár jóváhagyásával.
- Traianus tíz légiót mozgósítva hadat üzen a pártusoknak és kijelenti, hogy annektálni fogja Örményországot. Októberben elindul keletnek. Görögországban találkozik vele Khoszroész küldöttsége, amely gazdag ajándékokat átadva békét kér, de Traianus visszautasítja az ajánlatot.

## Halálozások
- Ifjabb Plinius, római politikus, író.
- Jamato Takeru, japán herceg

## Fordítás
- Ez a szócikk részben vagy egészben  az   AD 113 című angol Wikipédia-szócikk ezen változatának fordításán alapul.  Az eredeti cikk szerkesztőit annak laptörténete sorolja fel. Ez a jelzés csupán a megfogalmazás eredetét és a szerzői jogokat jelzi, nem szolgál a cikkben szereplő információk forrásmegjelöléseként.